# جاکومو ناوا
جاکومو ناوا (انگلیسی: Giacomo Nava؛ زادهٔ ۲۷ ژانویهٔ ۱۹۹۷) بازیکن فوتبال است.
از باشگاه‌هایی که در آن بازی کرده‌است می‌توان به باشگاه فوتبال سمپدوریا اشاره کرد.
وی همچنین در تیم ملی فوتبال زیر ۱۵ سال ایتالیا بازی کرده‌است.